# Donald DeGrood

Donald Edward DeGrood, né le 14 février 1965 à Faribault dans le Minnesota, est un évêque catholique américain, nommé évêque du diocèse de Sioux Falls, le 12 décembre 2019, et consacré le 13 février 2020.

## Formation
Donald DeGrood est le quatrième des cinq enfants de Robert et Joanne DeGrood. Il grandit à Faribault dans la ferme familiale. Il suit ses études secondaires à la Bethlehem Academy de Faribault, puis entre à l'Université Saint-Thomas de St. Paul avant de poursuivre ses études au séminaire du Saint John Vianney College de St. Paul de 1983 à 1987. Ensuite, Donald DeGrood travaille dans les affaires avec de retourner au séminaire en 1993, celui de Saint Paul, dont il est diplômé en 1997.

## Prêtre
DeGrood est ordonné prêtre le 31 mai 1997 par Mgr Harry Joseph Flynn (en). Il sert comme vicaire à la paroisse de Tous-les-Saints de Lakeville en 1997-2000, , puis comme directeur spirituel au séminaire Saint John Vianney en 2000-2004. Il est ensuite nommé curé de Saint-Pierre de Forest Lake en 2004-2013,.
En 2013, Donald DeGrood devient curé de la paroisse du Saint-Sacrement de St. Paul. Il devient vicaire diocésain pour le clergé de 2013 à 2017 avant d'être nommé curé de l'église Saint-Jean-Baptiste de Savage en 2017.

## Évêque
Le pape François entérine sa nomination comme évêque de Sioux Falls, dans le Dakota du Sud, le 12 décembre 2019. Il est consacré évêque, et installé, le 13 février 2020,.